# Cliffortia obovata
Cliffortia obovata är en rosväxtart som beskrevs av Ernst Meyer, William Henry Harvey och Sond.. Cliffortia obovata ingår i släktet Cliffortia och familjen rosväxter. Inga underarter finns listade i Catalogue of Life.